# Хришћанска десница
Хришћанска десница или верска десница су хришћанске политичке фракције које карактерише снажна подршка друштвено конзервативној и традиционалистичкој политици. Хришћански конзервативци настоје да утичу на политику и јавну политику својим тумачењем учења хришћанства.